# Hawkhead Hospital

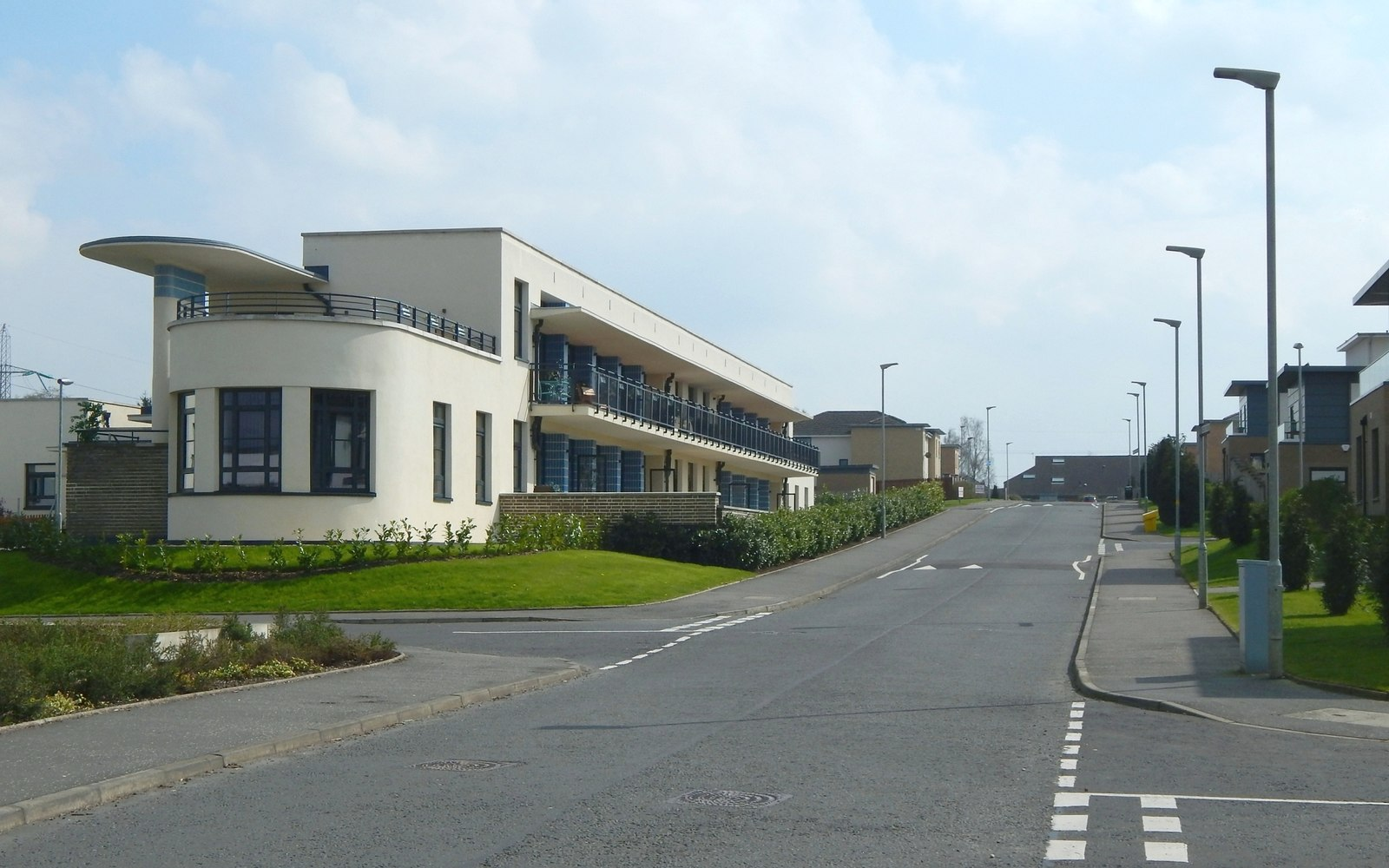
Restauriertes Gebäude 7 des Hawkhead Hospital

Das Hawkhead Hospital war ein Krankenhaus für ansteckende Krankheiten in der schottischen Stadt Paisley in der Council Area Renfrewshire. Verschiedene Gebäude der Anlage sind heute denkmalgeschützt. So sind die Gebäude 7 und 8 seit 1991 in den schottischen Denkmallisten in der höchsten Denkmalkategorie A gelistet. Die Gebäude 1–5 bilden hingegen zusammen mit weiteren Bauwerken seit 1985 ein Denkmalensemble der Kategorie B.

## Geschichte
Im Jahre 1932 erwarb die Stadt Paisley die Ländereien von Hawkhead zum Bau des Krankenhauses. Den Bauauftrag erhielt das Architekturbüro John Burnet, Tait & Lorne, dessen Planung des Royal Masonic Hospital in London internationale Anerkennung erhielt, im Folgejahr zugesprochen. Die Planung leitete Thomas Smith Tait. Er entwarf ein neuartiges Konzept mit isolierten Behandlungseinheiten, welches die Behandlung verschiedener Krankheiten innerhalb eines Gebäudes ermöglichte. Die gesamte Anlage bot Platz für 181 Patienten und Angestellte und wurde am 7. Juli 1936 eröffnet.
Seit 1986 sind die Gebäude 7 und 8 im Register für gefährdete denkmalgeschützte Bauwerke in Schottland gelistet. Zu diesem Zeitpunkt standen sie leer und wurden nicht gepflegt, während in anderen Teilen des Krankenhauses noch praktiziert wurde. Ein Antrag auf Erteilung einer Abrissgenehmigung aus dem Jahre 1992 wurde nach Einspruch der Denkmalschutzbehörden zurückgezogen. Die zuständigen Gesundheitsbehörden planten zunächst eine Umnutzung der Gebäude, schlossen jedoch zuvor die gesamte Einrichtung, die 2004 zum Verkauf angeboten wurde. Bis Oktober 2005 wurde noch in einzelnen Gebäuden der Krankenhausbetrieb aufrechterhalten. Ein Investor reichte 2007 einen Entwurf für die Einrichtung von Wohneinheiten in den Gebäuden ein, welcher akzeptiert wurde. Die Bauarbeiten wurden zwar begonnen, jedoch oftmals unterbrochen, sodass der Zustand der beiden Gebäude zuletzt im Jahre 2012 als schlecht, bei moderater Gefährdung eingestuft wurde. 2017 war die Restaurierung wieder im Gange. Nachdem der Eintrag zwischenzeitlich zurückgenommen wurde, ist von einem Erfolg der Maßnahme auszugehen.